# 高貞碑
高貞碑（こうていひ）は、中国の南北朝時代の北魏の正光4年（523年）6月に建てられた高級貴族の墓碑。六朝時代の北朝で発展した「六朝楷書」を代表する書蹟として知られるほか、同族の高慶・高湛（北斉の武成帝とは別人）の墓碑「高慶碑」「高湛碑」とともに「徳州三高碑」として知られている。
被葬者の高貞の墓の荒廃とともに土中に埋もれ、長くその存在を知られずにいたが、清の乾隆年間末期（1790年代末）に徳州で出土し、世に現れた。戦後、文化大革命の被害により真っ二つに破壊されたが、その後補修されて山東省徳州市徳城区の孔子廟に保存されている。

## 被葬者と建碑の事情
被葬者である高貞は正史には記録がないが、碑文によれば字を羽真（うしん）といい、没年から逆算すると太和13年（489年）に渤海郡の蓨県（現在の河北省衡水市景県）に生まれた。高氏は正史にもその名が多く見られる北魏の名門貴族であるが、その中でも渤海の高氏は特に名門であったという。父は高偃（高颺の子）。孝文帝の皇后の文昭皇后高照容の甥にあたり、姉は宣武帝の皇后高英であった。
20歳の時、その有能を認められて秘書郎（皇室の図書を管理する職）に登用された。後に孝明帝が皇太子として立太子すると、太子洗馬職（皇太子の先駆けをする職）を命じられ、一族ともに権勢を誇った。しかし病を得て、延昌3年（514年）4月26日に死去。享年26であったという。
高貞の夭折を知った孝明帝は極めて悲しみ、死後9年経った正光4年（523年）に「営州刺史」の官職を追贈するとともに墳墓を整え、墓碑を刻むこととした。これが「高貞碑」である。

## 碑文と書風
碑文は楷書で1行46字。全24行にわたるが、中央3行は戦後文化大革命による文化財破壊に遭って家の敷石にされた際に失われた。現在この部分はコンクリートでつながれただけで、文字は復元されていない。碑額には装飾調の篆書によって「魏故営州刺史懿侯高君之碑」と記されている。
内容は被葬者の高貞の系譜を語った後、生前の業績、建碑の事情を記す。六朝の文章に特徴的な駢儷文、いわゆる「四六駢儷体」に近い文体で書かれ、極めて華麗で荘厳な雰囲気を持っている。
書風はいわゆる「六朝楷書」と呼ばれる、北朝でこの時代急速に発展を遂げた独特の楷書体による。六朝楷書の多くは「方筆」と呼ばれる角ばった運筆法によっているが（「鄭文公碑」など一部を除く）、なかんずくこの高貞碑の文字は極めて力強く骨太でのびのびとしていながら、粗雑・奔放に流れることがなく、緊密に整った方形の辞界の中に文字が収まるよう書かれている。

## 研究と評価
清代初期における北朝の墓碑・墓誌の大量出土は、それまで完全に忘れ去られていた北朝の「六朝楷書」の存在を知らしめ、そのレベルの高さに多くの研究者・書家が驚嘆し、六朝楷書の研究が急速に進んだ。
その中で出土した「高貞碑」は、その暢達と緊密を両立させた見事な書風から六朝楷書の書蹟中の白眉とされることになり、拓本が採られるとともに多くの書家によって臨書が行われるようになった。
日本には明治13年（1880年）に楊守敬が来朝した際に拓本がもたらされた。これによりそれまで六朝楷書にほとんどなじみのなかった日本の書道界に大きな衝撃が走り、日下部鳴鶴・巖谷一六など多くの書家が高貞碑の書風に学んで自身の書を打ち立てていった。